# Glypta zonata
Glypta zonata är en stekelart som beskrevs av Dasch 1988. Glypta zonata ingår i släktet Glypta och familjen brokparasitsteklar. Inga underarter finns listade i Catalogue of Life.